# Shakespeare Wallah
Pour les articles homonymes, voir Shakespeare (homonymie).
Pour plus de détails, voir Fiche technique et Distribution.
Shakespeare Wallah est un film américain produit par Ismail Merchant et réalisé par James Ivory, sorti en 1965. Le scénario, écrit par Ruth Prawer Jhabvala, s'inspire de la vie réelle de la famille Kendal, comédiens britanniques vivant en Inde.

## Synopsis
Tom Buckingham et sa femme Carla sont les directeurs et acteurs d'une troupe d'acteurs shakespeariens dans l'Inde post-coloniale. Ils doivent compter avec la baisse d'intérêt pour leur art, à mesure que le théâtre anglais est supplanté par le cinéma indien en pleine émergence. Lizzie Buckingham, la fille du couple, tombe amoureuse de Sanju, un jeune et riche Indien oisif qui a aussi une amourette avec Manjula, une star de cinéma de Bombay. 

## Distribution
- Shashi Kapoor : Sanju
- Felicity Kendal : Lizzie Buckingham
- Madhur Jaffrey : Manjula
- Geoffrey Kendal : Tom Buckingham
- Partap Sharma : Aslam
- Laura Liddell : Carla Buckingham

## Fiche technique et artistique
- Titre : Shakespeare Wallah
- Réalisateur : James Ivory
- Scénario : Ruth Prawer Jhabvala
- Musique : Satyajit Ray
- Chorégraphie : Sudarshan Dhir
- Photographie : Subrata Mitra
- Montage : Amit Bose
- Production : Ismail Merchant (Merchant Ivory Productions)
- Langue : anglais
- Pays d'origine : États-Unis
- Dates de sortie : 
  - Allemagne : juin 1965 (Berlinale)
  - Royaume-Uni : décembre 1965
  - États-Unis : 22 mars 1966
- Format : Noir & Blanc - 35 mm - 1.85
- Genre : drame
- Durée : 117 minutes

## Récompense
Madhur Jaffrey a reçu l'Ours d'argent de la meilleure actrice lors de la Berlinale 1965